# Streuung (Physik)
Unter Streuung versteht man in der Physik allgemein die Ablenkung eines Objekts durch Wechselwirkung mit einem lokalen anderen Objekt (Streuzentrum), konkreter die Ablenkung von Teilchen- oder Wellenstrahlung. Beispiele sind die Streuung von Licht an Atomen oder Feinstaub, von Elektronen an anderen Elektronen oder von Neutronen an Atomkernen.
Die Stärke einer Streuung wird durch den Streuquerschnitt angegeben. Der Name kommt daher, dass der Streuquerschnitt bei klassischer Streuung von Massenpunkten an einer harten Kugel gerade gleich dem Querschnitt der Kugel ist.
Man unterscheidet zwischen elastischer und unelastischer (oder inelastischer) Streuung:
- bei elastischer Streuung (siehe auch Elastischer Stoß) ist die Summe der kinetischen Energien nach dem Stoß gleich groß wie vorher
- bei unelastischer Streuung ändert sie sich dagegen, beispielsweise geht ein Teil der vorhandenen kinetischen Energie in Anregungsenergie eines Atoms über oder wird, etwa bei Ionisationsvorgängen, zum Aufbrechen einer Bindung verwendet.

Unelastische Streuung im engeren Sinne bedeutet, dass das einfallende Teilchen nach dem Stoß, wenn auch mit verringerter Energie, noch vorhanden ist; in weiterem Sinne werden manchmal auch Absorptionsvorgänge (Vorgänge, bei denen das einfallende Teilchen „verschwindet“) zu den unelastischen Streuvorgängen gezählt.
Bei der Streuung von Wellen unterscheidet man auch zwischen kohärenter und inkohärenter Streuung. Im Falle von kohärenter Streuung gibt es eine feste Phasenbeziehung zwischen der einlaufenden und der gestreuten Welle (siehe Reflexion), im Fall von inkohärenter Streuung nicht. Werden kohärente Strahlen kohärent gestreut, können die gestreuten Strahlen miteinander interferieren. Dies nutzt man insbesondere bei der Röntgenbeugung aus.
Die theoretische Beschreibung von Streuungen ist Aufgabe der Streutheorie. Experimente der Hochenergiephysik werden allgemein als Streuexperimente bezeichnet, auch dann, wenn dabei z. B. neue Teilchen entstehen (tiefinelastische Streuung). Sie geben Aufschluss über die Form des Wechselwirkungspotentials.
Ernest Rutherford zeigte anhand kinematischer Zusammenhänge bei der Streuung von Alphateilchen an Atomen, dass diese einen schweren Kern enthalten müssen.
Im Gegensatz zur Streuung findet bei der Beugung eine Ablenkung von Strahlung durch die Eigenschaft einer Wellenfront statt, sich an der Kante eines Hindernisses in alle Richtungen auszubreiten.
Bei der Brechung beruht die Ablenkung der Strahlung auf der Änderung der Ausbreitungsgeschwindigkeit bei Änderung der Dichte oder der Zusammensetzung des Ausbreitungsmediums, am deutlichsten an Phasengrenzen.

## Streuwinkel, Vorwärts- und Rückstreuung
Der Streuwinkel {\displaystyle \theta } ist der Winkel, um den das gestreute Teilchen abgelenkt wird. Als Vorwärtsstreuung werden Streuprozesse bezeichnet, bei denen es nur zu einer kleinen Ablenkung kommt (kleiner Streuwinkel). Rückstreuung oder Rückwärtsstreuung bezeichnet Streuprozesse mit einem Streuwinkel zwischen {\displaystyle 90^{\circ }} und {\displaystyle 180^{\circ }} (siehe auch Kinematik (Teilchenstoß)).
Wenn beide Stoßpartner eine von Null verschiedene Masse haben, wird bei Streuexperimenten in der Kern- und Teilchenphysik oftmals der Streuwinkel im Schwerpunktsystem betrachtet. Dieser ist für die theoretische Betrachtung bedeutender als der Streuwinkel im Laborsystem.
In vielen Fällen ist die Vorwärtsstreuung wesentlich stärker als Streuung in andere Richtungen, hat also einen vergleichsweise großen differentiellen Wirkungsquerschnitt. Ein aus dem Alltag bekanntes Beispiel ist die Streuung von Licht an Staubteilchen in der Luft: Blickt man nahezu in Richtung der Lichtquelle (wenn beispielsweise Sonnenlicht in einen dunklen Raum fällt), sind die Staubteilchen deutlich als helle Punkte zu sehen. Ähnliches passiert an feinen Wassertröpfchen.
Die Streuung in Rückwärtsrichtung ({\displaystyle \theta =180^{\circ }}) ist im Rahmen der klassischen Physik meist schwächer als in alle anderen Richtungen, kann aber durch quantenmechanische Effekte bzw. Interferenzeffekte stärker als die Streuung in benachbarte Richtungen sein. Kohärente Rückstreuung ist auch für die hohe Helligkeit des Vollmondes verantwortlich.

## Klassische Streuung
Die klassische Mechanik unterscheidet Stöße zwischen starren Körpern von der Streuung an einem Potential. Für Bahnbewegung einer Punktmasse in einem Potential, das proportional zum Kehrwert der Entfernung ist, ergeben sich immer Gleichungen, die einen Kegelschnitt beschreiben: Hyperbel, Parabel, oder Ellipse. Ein positives, also abstoßendes Potential führt immer zu Hyperbeln. Anziehende Potentiale führen zu Ellipsen, wenn die Energie des Stoßpartners nicht groß genug ist. In diesem Sinne ist die Bewegung eines Kometen auch die Streuung am Gravitationspotential der Sonne.

## Streuung elektromagnetischer Strahlung

### An Elementarteilchen
- Thomson-Streuung: elastische Streuung an quasifreien Elektronen (Grenzfall der Compton-Streuung für kleine Photonenenergien).
- Compton-Streuung: elastische Streuung an quasifreien Elektronen.
- Licht-Licht-Streuung: Effekt, der nur im Rahmen der Quantenelektrodynamik erklärt werden kann.

### An Materie
- Rayleigh-Streuung: elastische (keine Energieübertragung) elektromagnetische Streuung an Objekten, die kleiner sind als deren Wellenlänge, auch Dipol-Streuung
- Raman-Streuung: inelastische Streuung an Atomen, Molekülen oder Festkörpern
- Mie-Streuung: elektromagnetische Streuung an Objekten in der Größenordnung der Wellenlänge, auch Lorenz-Mie-Streuung, benannt nach dem deutschen Physiker Gustav Mie (1868–1957) und dem dänischen Physiker Ludvig Lorenz (1829–1891), führt zum Tyndall-Effekt
- Phonon-Raman-Streuung: unelastische Streuung an optischen Phononen (Gitterschwingungen im Frequenzbereich des sichtbaren Lichts)
- Brillouin-Streuung: unelastische Streuung an akustischen Phononen (Gitterschwingungen im Frequenzbereich von Schall).

## Streuung von Teilchen
- Rutherford-Streuung: geladenes Teilchen an Atomkern, elastisch
- Mott-Streuung: wie Rutherford-Streuung, aber mit Berücksichtigung des Spins
- Neutronenstreuung: thermisches Neutron an Kristall, elastisch oder unelastisch; schnelles Neutron an Atomkern, elastisch (siehe auch Moderator) oder unelastisch
- Elektronenbeugung: Elektron an Festkörper (Kristallgitter)
- Møller-Streuung: Elektron an Elektron, also ununterscheidbare Teilchen
- Bhabha-Streuung: Elektron an Positron, seinem Antiteilchen
- Tiefinelastische Streuung, zum Beispiel Elektron an Hadronen mit hohen Energie- und Impulsüberträgen, sie lieferten Aufschluss über den inneren Aufbau der Hadronen.

Streuung von Elementarteilchen wird anschaulich durch Feynmandiagramme beschrieben. Bei Streuprozessen oder Zerfallsprozessen in der Elementarteilchenphysik unterscheidet man zwischen exklusiven und inklusiven Prozessen. Bei exklusiven Prozessen wird Energie und Impuls aller Streuprodukte gemessen, bei inklusiven entfällt das bei einigen Streuprodukten, so dass statt einem spezifischen Streuprozess ein Kollektiv von Prozessen gemessen wird. Letzteres ist unter anderem dann der Fall, wenn einige der Streuprodukte schwer zu messen sind, man nur an bestimmten Streuprodukten interessiert ist oder zu viele Streuprodukte vorhanden sind, deren genaue Messung nicht möglich oder zu aufwändig ist.

## Wechselwirkung zwischen elektromagnetischer Strahlung und Materie

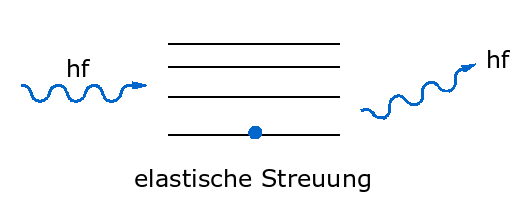
Elastische Streuung

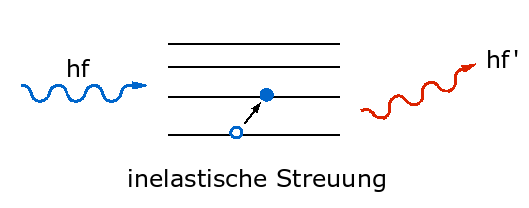
Inelastische Streuung

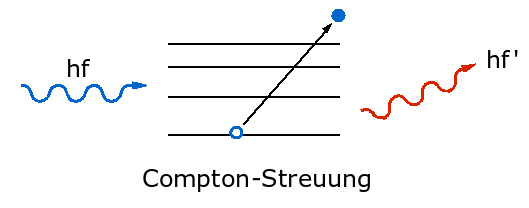
Comptonstreuung

Es folgt eine schematische Darstellung zur Wechselwirkung eines Photons mit einem Atom. Die waagerechten Linien repräsentieren die diskreten Anregungszustände des Atoms, die das punktförmig dargestellte Elektron besetzen kann. Die unterste Linie entspricht dem energetischen Grundzustand.

### Thomson-Streuung
Als Thomson-Streuung bezeichnet man die kohärente Wechselwirkung mit einem (quasi) freien Elektron. Dabei ändert sich die Energie des gestreuten Photons allerdings nicht.

### Compton-Streuung
Als Compton-Streuung wird der inkohärente Prozess bezeichnet, bei dem ein Photon an einem freien oder nur schwach gebundenen Elektron gestreut wird {\displaystyle E_{\text{Bindung}}\ll E_{h\nu }}. Bei Streuung am Elektron eines Atoms wird dieses durch diesen Prozess ionisiert und es werden ein Photoelektron sowie ein Photon mit winkelabhängig verringerter Energie emittiert.
Diese Streuung wird als elastisch bezeichnet, da der Einfluss der Bindungsenergie vernachlässigt werden kann und so die Summe der kinetischen Energien vor und nach dem Stoß identisch ist. Für einen inelastischen Vorgang bezüglich des Elektrons, müsste kinetische Energie auch in innere Energie umgewandelt werden, wobei innere Freiheitsgrade angeregt werden, über die ein Elektron aber nicht verfügt.

### Rayleigh-Streuung
Der Streuprozess ist kohärent, also die Kohärenz erhaltend. Die Energie {\displaystyle E=h\nu } (h ist die Planck-Konstante, {\displaystyle \nu } die Frequenz) des eingestrahlten Photons ist zu klein, um das Atom anzuregen. Die Streuung findet an gebundenen Elektronen statt, wobei sich die Energie des gestreuten Photons nicht ändert.
Im klassischen Grenzfall, das heißt einer großen Wellenlänge des Photons gegenüber dem Bohrradius des Atoms, spricht man von Rayleigh-Streuung. Besonderes Kennzeichen ist, dass der Streuquerschnitt σ sehr stark von der Frequenz abhängt und proportional zu {\displaystyle \nu ^{4}} ansteigt. Eine doppelt so große Frequenz wird um das 24-fache (= 16-fache) mehr gestreut, dies ist die Ursache für das Himmelblau und das Abendrot.

### Raman-Streuung
Bei der an sich inelastischen Raman-Streuung beobachtet man eine Abweichung der Energie des gestreuten Lichtquants und der Energie {\displaystyle E=h\nu } des einfallenden Lichtquants. Die Energiedifferenz beträgt gerade die Anregungsenergie {\displaystyle \Delta E} einer Rotation oder Schwingung des Moleküls (beim Raman-Effekt 1. Ordnung). Diese Energiedifferenz wird an das Atom abgegeben oder wird vom Photon aufgenommen. Die Energie des gestreuten Photons beträgt dann {\displaystyle h\nu -\Delta E} (Energieabgabe an das Molekül) bzw. {\displaystyle h\nu +\Delta E} (Energieaufnahme vom Lichtquant).

### Resonanzabsorption, spontane Emission, Fluoreszenz und Phosphoreszenz
Entspricht die Energie eines eintreffenden Photons genau der Differenz zweier diskreter Energieniveaus {\displaystyle \Delta E}, so wird das Photon vom Atom absorbiert (man spricht auch von Resonanzabsorption). Das Atom befindet sich darauf in einem angeregten Zustand, der über verschiedene Kanäle zerfallen kann. Folgt innerhalb kurzer Zeit die Emission eines Lichtquants ähnlicher Frequenz, so spricht man von Fluoreszenz. Die Energie des Fluoreszenzphotons kann durch nicht-strahlende Relaxationsvorgänge im Atom niedriger als die eingestrahlte Energie sein. Die Lebensdauer des (der) angeregten Zustandes (Zustände) beträgt typischerweise einige Nanosekunden (siehe Fluoreszenzlebensdauer). Ist die Verweildauer deutlich länger als einige Nanosekunden, so spricht man von Phosphoreszenz (oft sind Phosphoreszenzübergänge Spin-verbotene Übergänge). Man beachte, dass in beiden Fällen das emittierte und absorbierte Photon keine feste Phasenbeziehung aufweisen, es handelt sich also um einen inkohärenten Streuvorgang.

### Stimulierte Emission

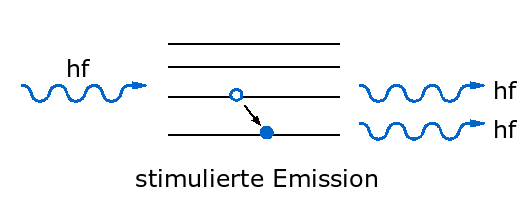
Stimulierte Emission

Bei der stimulierten Emission wird ein vorhandenes angeregtes Atom durch ein mit passender Energie eingestrahltes Photon zur Emission eines zweiten, kohärenten Photons angeregt.

### Photoeffekt

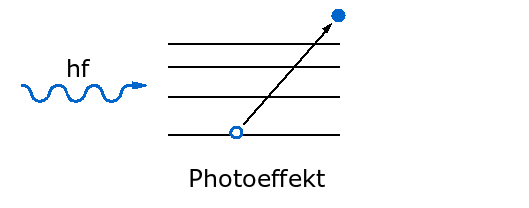
Photoeffekt

Ein Absorptionsvorgang, bei dem ein Elektron die volle Energie des Photons übernimmt, wird als Photoelektrischer Effekt bezeichnet. Dafür ist eine gewisse Bindungsfestigkeit des Elektrons aus Gründen der Kinematik notwendig; deshalb ist der Wirkungsquerschnitt für den Photoeffekt am größten in der innersten Schale (K-Schale) schwerer Atome.
Dieses ist eigentlich kein Streuprozess, sondern eher ein Absorptionsprozess, da danach kein gestreutes Photon mehr existiert. In der Photoelektronenspektroskopie betrachtet man die ausgelösten Photoelektronen, wobei man unter anderem die Anregung mit UV- bzw. Röntgenstrahlung (UPS bzw. XPS) unterscheidet.

## Mehrfachstreuung
Mehrfachstreuung an mehreren Streuzentren tritt z. B. auf bei:
- der Röntgenbeugung in Kristallen
- akustischen Wellen in porösen Medien
- der Lichtstreuung an Wassertröpfchen in Wolken
- der Streuung von Strahlen schneller geladener Teilchen in Materie (Molière-Theorie, z. B. Molière-Radius).

## Resonanzstreuung
Für niedrige Potentialtöpfe von der Größe der Compton-Wellenlänge tritt resonante Streuung auf, die kohärent, aber phasenverschoben ist. Der Phasenunterschied gibt Aufschluss über die Potentialtiefe.